# Georgi Bliznaški
Georgi Petkov Bliznaški, bulharsky Георги Петков Близнашки, (* 4. října 1956 Skravena, Sofijská oblast) je bulharský bezpartijní politik a univerzitní profesor práva, který od srpna do listopadu 2014 zastával úřad předsedy vlády Bulharska. Stál v čele úřednického kabinetu, jenž zemi dovedl k předčasným parlamentním volbám uskutečněným na 5. října 2014.
Po přistoupení státu do Evropské unie v lednu 2007 se stal europoslancem. Mandát v něm vykonával do mimořádných eurovoleb proběhlých v červnu téhož roku.
Do roku 2014 byl členem Socialistické strany, z níž byl vyloučen.
Premiérský úřad převzal po Plamenu Orešarském, který 23. července 2014 rezignoval z vedení dvoukoaličního kabinetu zformovaného po řádných volbách, když jeho socialisté utržili porážku v květnových eurovolbách 2014, po nichž opustil jeho vládu koaliční partner Hnutí za právo a svobodu. Po jmenování do úřadu 6. srpna 2014 Bliznaški uvedl: „Naším hlavním úkolem je uspořádat svobodné a spravedlivé parlamentní volby, které přinesou výsledky, jež nebudou nikým zpochybňovány a všichni je přijmou. … Je rovněž potřeba obnovit důvěru občanské společnosti v politické instituce.“ Následně prezident republiky Rosen Plevneliev rozpustil parlament.